# Смеянович, Арнольд Фёдорович
Арнольд Фёдорович Смеянович (11 августа 1938, Брянск, Орловская область — 2 января 2021, Минск) — советский и белорусский учёный-медик, нейрохирург. Академик Национальной академии наук Беларуси (2009), доктор медицинских наук (1981), профессор (1983). Заслуженный деятель науки Республики Беларусь (1998).

## Биография
Родился в 1938 году в г. Брянске. Окончил Минский государственный медицинский институт в 1960 году. После окончания института работал врачом-хирургом Дрибинской участковой больницы Горецкого района Могилёвской области. В 1963—1975 гг. врач-нейрохирург Минской областной клинической больницы. В 1971 году под руководством профессора Э. И. Злотника успешно защитил кандидатскую диссертацию на тему «Сравнительная оценка методов определения коллатерального кровообращения в полушарии мозга при пальцевой окклюзии сонной артерии».
С 1975 года — старший научный сотрудник, а с 1989 года руководитель нейрохирургического отдела Белорусского научно-исследовательского института неврологии, нейрохирургии и физиотерапии.
В 1981 году успешно защитил докторскую диссертацию на тему «Микрохирургия неврином слухового нерва». Научные консультанты — профессор Э. И. Злотник, член-корреспондент медицинской академии наук СССР, академик И. П. Антонов, профессор И. А. Склют.
С 1998 года по 2005 год возглавлял РНПЦ неврологии и нейрохирургии.
В 2004 году избран член-корреспондентом, а в 2009 году академиком НАН Беларуси.
В 2010 году делегат Четвёртого Всебелорусского народного собрания.
Женат, дети — сын и дочь — тоже стали врачами.
2 января 2021 года скончался от последствий коронавирусной инфекции.

## Научная деятельность
Основные направления научной деятельности — хирургия сосудистой патологии головного мозга, нейроонкология, хирургия компрессионных форм остеохондроза позвоночника, реконструктивная хирургия повреждений плечевого сплетения. Разработал и внедрил микрохирургическую технологию тотального удаления неврином преддверноулиткового нерва и ряд новых методик лечения неврологических расстройств, связанных с этим заболеванием. Автор методики комплексного хирургического восстановления функции верхней конечности при повреждениях плечевого сплетения, которая не имеет аналогов в мировой практике и включает в себя целый ряд новых реконструктивных хирургических вмешательств.
Разрабатывал проблемы лечения глиальных опухолей головного мозга, что позволило почти вдвое увеличить продолжительность жизни этой категории пациентов. Проводил комплексное исследование по проблеме диагностики и хирургического лечения сосудистых пороков развития вертебробазилярной системы (артериальных аневризм, артериовенозных мальформаций). Разработал и внедрил в практику целый ряд оригинальных методик, имеющих приоритетное значение в лечении нейроонкологических больных.
Автор более 400 научных работ, в том числе 8 монографий, 29 изобретений и патентов. Под его руководством было защищено 19 кандидатских диссертаций и 3 докторские диссертации.
Член подкомитета по присвоению Государственных премий, экспертного совета ГКНТ при Совете Министров Республики Беларусь. Председатель Совета по защите диссертаций.
Член редакций журналов «Здравоохранение», «Медицинская панорама», «Медицинские новости», «Вопросы нейрохирургии» и «Нейрохирургия» (Россия). Организовал и провел I Республиканский съезд невропатологов и нейрохирургов в 2003 году. Участник многих международных и европейских конгрессов нейрохирургов.

### Основные труды
- Лицевой нерв в хирургии неврином слухового нерва. — Минск, 1973 (в соавт.).
- Диагностика и хирургическое лечение субтенториальных околостволовых менингиом. — Минск, 2005 (в соавт.).
- Артериовенозные мальформации задней черепной ямки (в соавт.) // Актуальные проблемы неврологии и нейрохирургии. — Минск, 2000. — Вып. 2.

## Награды, премии
- 1984 — значок «Отличнику здравоохранения СССР».
- 1988 — Почётный диплом Президиума Правления Всесоюзного научного медико-технического общества.
- 1989 — значок «Отличнику здравоохранения СССР».
- 1994 — лауреат Государственной премии Республики Беларусь в области науки за цикл работ по изучению патогенеза, клиники и диагностики неврологических проявлений остеохондроза позвоночника.
- 1994 — Почётная грамота Президиума Верховного Совета Республики Беларусь за значительный вклад в развитие медицинской науки, подготовку научных и врачебных кадров.
- 1998 — «Заслуженный деятель науки Республики Беларусь».
- 1998 — значок «Отличнику здравоохранения Республики Беларусь».
- 2002 — звание «Минчанин года».
- 2005 — почётный член Ассоциации нейрохирургов России.
- 2005 — премия НАН Беларуси за комплекс работ по разработке новых принципов микронейрохирургических технологий лечения опухолей основания черепа.
- 2007 — Почётная грамота Национального Собрания Республики Беларусь за заслуги в реализации социальной политики Республики Беларусь и успешную работу в области охраны здоровья населения.
- 2011 — Почётный гражданин Пуховичского района Минской области.

Награждён орденами «Отечества III степени», «Святой Анны III степени», «За верность народу Украины», 7 медалями.